# Médaille de la résistance armée 1940-1945
La médaille de la résistance armée 1940-1945  (néerlandais : Medaille van de Gewapende Weerstand 1940-1945) était une décoration de guerre du Royaume de Belgique créée par arrêté du régent du 16 février 1946.  Elle était décernée à tous les membres de la résistance belge et aux agents des services de renseignement ayant participé à une action armée en territoire occupé durant la Seconde Guerre mondiale.  Elle pouvait être décernée à titre posthume.

## Insigne
La médaille de la résistance armée 1940-1945 était une médaille circulaire d'un diamètre de 39 mm frappée de bronze.  À son avers, l'image en relief du profil gauche du torse d'une femme, son regard vers la droite et son poing droit fermé en signe de résistance envers la volonté de l'ennemi occupant.  Le revers arborait l'inscription en relief "1940" "RESISTERE" "1945" lu sur trois lignes, superposé sur une couronne de lauriers longeant la bordure complète de la médaille.
La médaille était suspendue par un anneau passant latéralement au travers d'un barillet de suspension au haut de la décoration, à un ruban noir de soie moirée avec deux bandes longitudinales rouges de 1 mm de large distantes l'un de l'autre de 5 mm, et de deux bandes vertes de 4 mm de large aux bordures du ruban.  Les couleurs du ruban étaient symboliques, le vert pour l'espoir de la libération, le rouge pour le sang versé par les membres de la résistance, le noir signifiant les jours sombres de l'occupation et/ou la nature clandestine de la résistance.

## Récipiendaires illustres (liste partielle)
- Comte Harold d’Aspremont Lynden
- Edmond Leburton
- Baron Albert Lilar
- Victor Michel
- Jules Pire
- François Ernest Samray
- Comte Jean-Charles Snoy et d’Oppuers
- Achille Van Acker
- Vicomte Omer Vanaudenhove
- Lucienne Marie Adans
- Nadejda Reznic (veuve STIERS)
- Lucie Deltour